# ヴァシーリー・ブリュヘル
ヴァシーリー・コンスタンチノヴィチ・ブリュヘル（ロシア語: Васи́лий Константи́нович Блю́хер, Vasily Konstantinovich Blyukher, 1889年11月19日 - 1938年11月9日）は、ソビエト連邦の軍人、ソ連邦元帥。1930年代末におけるスターリン大粛清の著名な犠牲者の一人。赤旗勲章と赤星勲章の初受章者。

## 経歴
ブリュヘルは、モスクワ北東のヤロスラヴリ県バルシチンカ村の農奴の家に生まれた。ドイツ風の姓にもかかわらず時に言われるように出自はドイツになかった。有名なプロイセンのブリュッヘル将軍に倣って19世紀の地主が名付けたものである。第一次世界大戦前は工場労働者だったが、ストライキを呼びかけ逮捕、3年間服役した。
1914年に帝政ロシア軍に召集された。戦功により、ゲオルギー・メダルを授与され、下士官になった。1915年1月、負傷し、予備役に編入。1916年、彼はボリシェヴィキに加入し、そしてサマーラにおいて1917年のロシア革命に参加した。
ブリュヘルは、1918年に赤軍に入隊し、まもなく指揮官となった。ロシア内戦期、彼はボリシェヴィキ側において目立つ人物の一人であった。 兵力1万のブリュヘル指揮下の南ウラルパルチザン軍が後方から攻め寄せる白軍を攻撃して断続的に40日間戦いながら1500キロを進軍し、赤軍の正規軍と合流した。赤旗勲章の初受賞者になり、感状に「不可能な状況でブリュヘル同志の行った攻撃は、アルプス越えを行ったスヴォーロフにこそ匹敵する行動である」と記されている。1918年9月、狙撃師団長となり、シベリアでコルチャーク軍と戦い、更に2個の赤旗勲章を受章した。

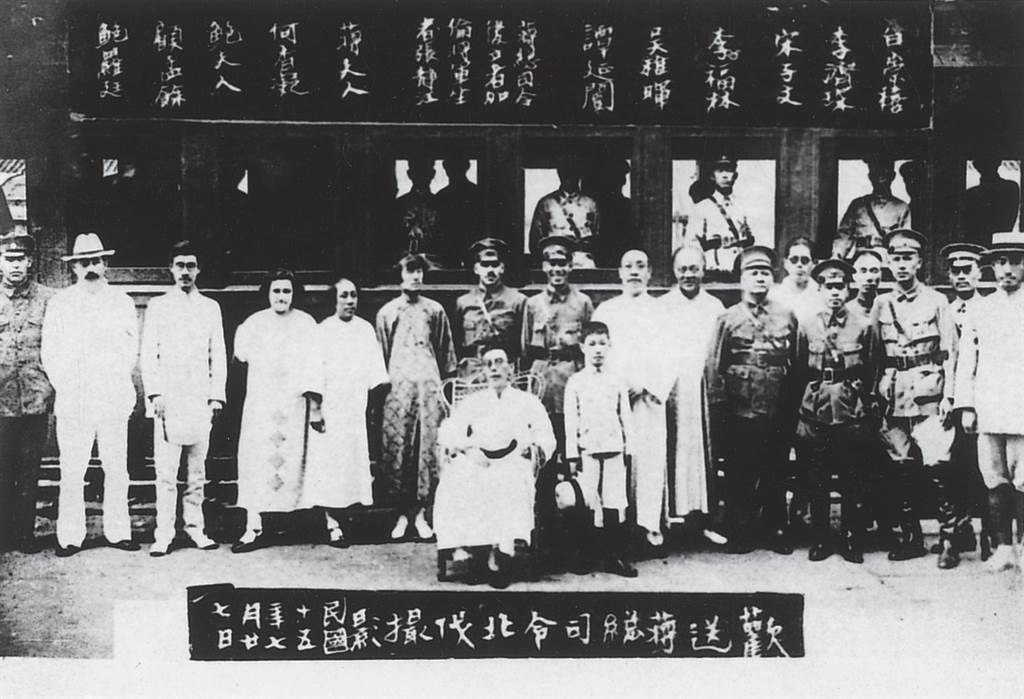
国民革命軍の首脳らと（中央右が蔣介石・その左にブリュヘル）

内戦が終結すると、1921-23年にソビエト領に組み込まれることになる極東共和国の人民革命軍総司令官になった。1924年から1927年にブリュヘルは中華民国の軍事顧問を務め、蒋介石軍の総司令部付きの間、そこではガーリンと名乗った（彼の子供たちの名前【カー＝リン】の組合せを基に西洋風に）。国民党が中国統一を開始する北伐の立案に責任があった。この間に教育を受けた者に、後に中国人民解放軍で指導的役割を果たす林彪がいた。帰還すると、ウクライナ軍管区司令官に任命され、そして1929年特別赤旗極東軍（OKDVA）として知られ、ソ連極東のきわめて重要な軍の司令官に転任した。1930年、赤星勲章の初受章者となり、レーニン勲章も授与された。1935年、ソ連邦元帥に任命された。
ハバロフスクを拠点に、ブリュヘルはソ連軍の指揮官として、極東における自治権力を行使していた。中国での版図を次々と拡張しソ連に敵対する日本との関係で極東は要衝であった。中ソ紛争で中国の将軍率いる部隊を撤退させた。1938年の7月と8月、ソ連と日本統治下の朝鮮国境の張鼓峰事件で日本軍に対しソ連軍を指揮した。
極東戦線が重要なために、1937年にミハイル・トゥハチェフスキーの処刑で始まったスターリンによる赤軍指揮官の粛清からブリュヘルは逃れられていた。事実ブリュヘルはトゥハチェフスキーを有罪とした裁判に加わっていた。しかし、1938年10月、恐らく張鼓峰事件で見せた無能振りと軍における当時の人望のゆえに、モスクワに呼び戻され逮捕された。ブリュヘル失脚の主因は、逮捕を恐れてブリュヘルの監視役であった極東内務人民委員部部長のゲンリフ・リュシコフが1938年6月に日本へ逃亡したことにある。
監獄でブリュヘルは自白を拒否し、正式な裁判は決して受けられなかった。片目が飛び出すほどの拷問を受け、間もなく獄死した。
1957年にニキータ・フルシチョフにより正式に名誉回復した。ロシアで良く知られた人物で、ドキュメンタリー映画や家族の出版した本が数冊発行されている。